# Сент-Джеймс (округа, Ямайка)
Сент-Джеймс (англ. Saint James Parish, ям. креол Sin Jiemz Parish) — округа (парафія), розташована в північно-західній частині острова Ямайка. Входить до складу неофіційного графства Корнвол. Межує на заході — з округами Геновер і
Вестморленд, на сході — з округою Трелоні, на півдні — з округою Сент-Елізабет. За площею посідає 11-те місце з 14-ти.
Столиця — місто Монтего-Бей.

## Промисловість
Основними продуктами, які виробляються в окрузі, є цукор, банани і кава.

## Персоналії
- Блейк Йоган — ямайський спринтер, дворазовий олімпійський чемпіон.
- Кліф Джиммі — ямайський композитор і виконавець у стилі регі.
- Шарп Семюел — один з семи Національних Героїв Ямайки (1975).